# Flowers (Lauren Spencer-Smith)
Flowers è un singolo della cantante canadese Lauren Spencer-Smith, pubblicato il 14 aprile 2022 come secondo estratto dal primo album in studio Mirror.

## Pubblicazione
Come già successo al precedente singolo Fingers Crossed, il brano è stato anticipato dalla cantante sulla piattaforma TikTok nelle settimane antecedenti la pubblicazione, divenendo virale.

## Video musicale
Il video musicale è stato reso disponibile il 2 maggio 2022.

## Tracce
Testi e musiche di Lauren Spencer-Smith e Cian Ducrot.
1. Flowers – 2:37

## Classifiche
| Classifica (2022) | Posizione massima |
| ----------------- | ----------------- |
| Australia         | 26                |
| Canada            | 17                |
| Danimarca         | 38                |
| Irlanda           | 13                |
| Libano            | 15                |
| Norvegia          | 11                |
| Nuova Zelanda     | 27                |
| Paesi Bassi       | 69                |
| Regno Unito       | 17                |
| Stati Uniti       | 55                |
| Svezia            | 48                |
| Svizzera          | 94                |